# 东洱河水库
东洱河水库是中国云南省普洱市宁洱哈尼族彝族自治县宁洱镇境内的一座水库，位于东洱河上，建于1958年。水库正常库容为773万立方米，集雨面积为50平方千米，海拔为111米。